# America (chanson)
Pour les articles homonymes, voir America.
America est une chanson composée par Leonard Bernstein sur des paroles de Stephen Sondheim pour leur comédie musicale West Side Story, créée à Broadway en 1957.
Dans la comédie musicale, Anita (le personnage féminin le plus important après Maria et la petite amie de Bernardo, le chef des Sharks) loue l'Amérique alors qu'une autre immigrante portoricaine, Rosalia, soutient Porto Rico. Cette version de la chanson déprécie Porto Rico et souligne les qualités positives de la vie américaine (« I'll drive a Buick through San Juan / If there's a road you can drive on »).
Dans la version cinématographique parue en 1961, Anita, jouée par Rita Moreno, chante toujours en faveur des États-Unis tandis que Bernardo, joué par George Chakiris, répond avec des critiques des États-Unis et des préjugés anti-immigrés aux États-Unis. Une certaine partie du dénigrement présent dans la chanson originale a été supprimée.

## Accolades
La chanson (dans la version du film West Side Story sorti en 1961) fut classée 35e dans la liste des « 100 plus grandes chansons du cinéma américain » selon l'American Film Institute (AFI).

## Reprises
Le groupe britannique The Nice, mené par le claviériste Keith Emerson, en a fait une version instrumentale sur leur premier album The Thoughts of Emerlist Davjack en 1968. On en retrouve aussi des versions live, par exemple sur leur dernier album Elegy, publié en 1971. Cette version avait pour thème principal un contretemps en 4/4, incluant également des extraits de la Symphonie du Nouveau Monde de Dvořák, puis changeant au milieu pour des solos improvisés à la guitare et à l'orgue Hammond. Lors d'un concert au Royal Albert Hall le 7 juillet 1968, The Nice ont créé la controverse en brûlant un drapeau américain après avoir interprété la pièce, ce qui a valu au groupe d'être banni à vie de cette salle de concerts prestigieuse. Keith Emerson a plus tard intégré la mélodie à un grand nombre de ses improvisations, y compris le finale lors des tournées du groupe Emerson, Lake & Palmer de 1992 à 1993, qui utilisait également des thèmes de "Blue Rondo à la Turk", un standard de jazz composé par Dave Brubeck. Un exemple de ces solos se trouvent sur l'album Live at the Royal Albert Hall en 1993.
Le groupe de psychabilly britannique King Kurt a couvert cette chanson sur un EP intitulé America, sorti en 1986.
Le groupe de heavy-metal Metallica a incorporé quelques mesures de la chanson dans le riff d’ouverture de leur chanson "Don't Tread on Me". La mélodie "America" a de nouveau été mise en avant dans un jam de 1986 avec Paul Shaffer lors de l'émission  Late Night with David Letterman.
Dr. Teeth ? The Electric Mayhem ont interprété une version instrumentale d'un épisode de ""The Muppet Show en 1979 avant d'être interrompu par divers Muppets d'autres pays.
Une version de cette chanson a été interprétée par le groupe et les chanteurs internes pour présenter un épisode de 2012 de la version polonaise de Name That Tune, "Jaka to Melodia ?", avec un ensemble de danseurs.
Cette chanson a également été utilisée dans un épisode de Glee (saison 3, épisode 5: "The First Time"), et chantée par Naya Rivera (alias Santana Lopez) dans le rôle d'Anita et Mark Salling (alias Noah "Puck" Puckerman) dans le rôle de Bernardo.
Dans la reprise du groupe rock progressif Yes de la chanson America de Simon & Garfunkel, le bassiste Chris Squire joue un passage de cette pièce de West Side Story à la basse, vers la conclusion de leur introduction instrumentale.